# 24-cm-Schnelladekanone L/50
Die 24-cm-SK L/50 (SK = Schnellladekanone) wurde als russisches 25,4-cm-Schiffsgeschütz vor dem Ersten Weltkrieg entwickelt und für die zaristische Flotte gebaut. Von der deutschen Armee erbeutet wurden zwei Geschütze und für die deutsche Wiederbewaffnung in den 1930er Jahren von Krupp mit einem neuen Seelenrohr versehen. Die Geschütze wurden von der deutschen Wehrmacht im Zweiten Weltkrieg zum Einsatz gebracht.

## Geschichte
Im September 1915 eroberten deutsche Truppen die Ostseehafenstadt Libau, dort wurden zwei russische Schiffsgeschütze im Kaliber 25,4 cm erbeutet. Nach einer Quelle handelte es sich um die Geschütze des russischen Panzerkreuzers Rurik, welcher im Hafen von Libau lag.
Nach der Skagerrakschlacht im Sommer 1916 wurde die Besatzung und Artilleriebestückung der Ostfriesischen Inseln verstärkt. Vermutlich zu dieser Zeit wurden die Geschütze auf die Insel Borkum gebracht und bildeten eine schwere Batterie im Nordwesten, knapp nördlich von Upholm. Hierzu fehlen genauere Dokumente. Durch die Stationierung auf der Insel entgingen diese der allgemeinen Demilitarisierung des Deutschen Kaiserreichs nach dem Ersten Weltkrieg.
Gesichert ist, dass die Geschütze im Rahmen der deutschen Wiederaufrüstung Ende der 1930er Jahre, wie andere Großgeschütze die auf den Ostfriesischen Inseln stationiert waren, für eine Überholung und Modernisierung von dort geholt wurden. Die 25,4-cm-Rohre erhielten neue Seelenrohre, welche dafür sorgten, dass diese mit einem Kaliber von 23,8 cm die gleiche Munition verschießen konnten, wie die anderen älteren deutschen 24-cm-Schiffsgeschütze.
Mit dem Beginn des Zweiten Weltkriegs verlegte die „Batterie Oldenburg“ mit den Geschützen in eine Stellung in den Südschwarzwald. Die Angriffsoperationen der 7. Armee auf die Maginotlinie im Raum Straßburg – Mühlhausen, beginnend am 15. Juni 1940, wurden von den Geschützen unterstützt.
Die Geschütze wurden dann im Juli 1940 nach Frankreich an die Kanalküste im Raum Calais/Le Moulin Rouge verlegt, wo man im September 1940 mit dem Bau einer neuen Marine-Küstenbatterie begann. Letztlich wurden zwei sehr große Geschützbunker für die beiden Geschütze geschaffen, die auch heute noch vorhanden sind.
Zur Verteidigung wurden Infanteriewaffen und Luftabwehrwaffen im Umfeld der Artilleriebunker platziert und verbunkert. Für die Mannschaften wurden mehrere Bunker errichtet. Im Jahr 2017 wurden Teile der Anlage mit Sand zugeschüttet.
Zur Feuerleitung standen der Batterie ein 6-m-E-Messgerät, ein FMG-39G und zum Ende des Krieges ein Wärmepeilgerät zur Verfügung. Bei Nachtgefechten dienten zum Ableuchten der See ein 150-cm-Scheinwerfer und die 17-cm-Leuchtgranaten der Batterie MI.